# Edvaldo Alves de Santa Rosa
Edvaldo Alves de Santa Rosa známý jako Dida (26. březen 1934, Maceió – 17. září 2002, Rio de Janeiro) je bývalý brazilský fotbalista. Nastupoval především na postu útočníka.
S brazilskou fotbalovou reprezentací vyhrál mistrovství světa roku 1958, na šampionátu nastoupil k jednomu zápasu ze šesti, které Brazilci odehráli. Brazílii reprezentoval v 6 zápasech, v nichž dal 4 góly.
V Brazílii hrál první ligu za Flamengo a Portuguesu. Dvě sezóny strávil i v kolumbijské první lize, v dresu Atlético Junior de Barranquilla.